# Sprzążkownica jedwabista
Sprzążkownica jedwabista  (Anomoporia bombycina (Fr.) Pouzar) – gatunek grzybów należący do rodziny Amylocorticiaceae. 

## Systematyka i nazewnictwo
Pozycja w klasyfikacji według Index Fungorum: Anomoporia, Amylocorticiaceae, Amylocorticiales, Incertae sedis, Agaricomycetes, Agaricomycotina, Basidiomycota, Fungi.
Po raz pierwszy takson ten zdiagnozował w 1829 r. Elias Fries nadając mu nazwę Polyporus bombycinus. Później zaliczany był do różnych innych rodzajów. Obecną, uznaną przez Index Fungorum nazwę nadał mu w 1966 r. Zdeněk Pouzar, przenosząc go do rodzaju Anomoporia. 
Synonimy:

- Fibuloporia bombycina (Fr.) Bondartsev & Singer ex Bondartsev 1953
- Oligoporus bombycinus (Fr.) Teixeira 1992
- Physisporus bombycinus (Fr.) Gillet 1878
- Physisporus hians (P. Karst.) P. Karst. 1881
- Polyporus bombycinus Fr. 1828
- Polyporus hians P. Karst. 1868
- Poria bombycina (Fr.) Cooke 1886
- Poria fulvella Bres. 1925
- Poria hians (P. Karst.) Cooke 1886

Nazwę polską nadał S. Domański w 1965 r.

## Morfologia
Owocnik
Roczny, rozpostarty, w dotyku miękki, zarówno w stanie świeżym, jak i suchym. Zazwyczaj osiąga średnicę  3–10 cm, ale w korzystnych warunkach może na pniu osiągnąć długość nawet 30 cm. Jałowe obrzeże o szerokości 1 mm jest strzępiaste, rozrzedzone, lub w ogóle go brak (wówczas pory dochodzą do samego brzegu). W stanie świeżym za młodu ma barwę białawoszarą lub bladolawendową, później starsze owocniki stają się jasnobrązowe, w kolorze tektury. Pory okrągłe lub kanciaste, w niektórych miejscach wydłużone, w liczbie 1–3 na jednym milimetrze. Subikulum bardzo cienkie (0,1–0,2 mm), kremowe. Rurki o długości do 2 mm. Tworzy bardzo cienkie ryzomorfy rozprzestrzeniające się w drewnie pod owocnikiem. 
Cechy mikroskopowe
System strzępkowy monomityczny. Strzępki septowane, na wszystkich septach występują sprzążki niezmieniające barwy pod wpływem KOH. W ryzomorfach strzępki cienkościenne, kruche, zwykle równoległe, bezbarwne, o średnicy  (2–)2,5–4(–5) µm, często poskurczane. W subikulum strzępki o średnicy (2,7–) 2,9-4,7 (–5,2) µm, luźno splątane, słabo rozgałęzione, proste, cienkościenne, a przede wszystkim jędrne (nie poskurczane). Pomiędzy splotami strzępek  często, choć niezbyt licznie występują żywiczne gutule. W tramie strzępki cienkościenne, tworzące luźno splątaną strukturę. W subhymenium strzępki podobne, ale krótsze i częściej rozgałęziające się. Brak typowych cystyd, ale występują pęcherzykowato lub butelkowato rozdęte cystydiole. Podstawki maczugowate, wąskie w nasadzie, rzadziej prawie cylindryczne, ze sprzążką bazalną i 4 sterygmami. Mają rozmiar  
(13–)17–29(–33) × (5–)5,5–7,5(–8,5) µm. Zarodniki elipsoidalne z zaokrągloną stroną brzuszną, lub podłużne, ze zmienną liczbą amyloidalnych gutuli. Mają rozmiary (5), 5,7–7,8 (–8,3) × (3,4–) 3,7–4,7 (–5,1) µm.

## Występowanie
Znany jest na nielicznych stanowiskach w Ameryce Północnej, Europie i Azji. W Europie najliczniej występuje na Półwyspie Skandynawskim. W Polsce znany tylko z dwóch stanowisk; koło Elbląga (1925 r.) i w Puszczy Białowieskiej (1965 r.). Znajduje się na Czerwonej liście roślin i grzybów Polski. Ma status E – gatunek wymierający.
Rozwija się na drewnie drzew iglastych. W Polsce notowany na świerku pospolitym i sośnie pospolitej, w Ameryce Północne także na modrzewiu, choinie i daglezji.

## Gatunki podobne
Charakterystycznymi cechami sprzążkownicy jedwabistej są: miękki i różowawolawendowy owocnik, luźno splecione strzępki z licznymi odgałęzieniami i bardzo liczne sprzążki. Miękki owocnik mają też sprzążkownica białożółtawa (Poria albolutescens) i jamkówka sznurowata (Fibroporia vaillantii), ale wyraźnie odróżniają się kolorem i ryzomorfami.